# صيدناني الظلال
صيدناني الظلال (الاسم العلمي: Tamias senex) (بالإنجليزية: Shadow Chipmunk)‏ هو نوع من الحيوانات يتبع جنس الصيدناني من الفصيلة السنجابية.